# 永井村 (岩手県)
永井村（ながいむら）は、昭和29年（1954年）まで岩手県西磐井郡にあった村。現在の一関市花泉町永井にあたる。

## 地理
北上川の西岸に位置していた。村の北東に六本松山（標高131.5m）、南西に高倉山（標高132.9m）がある。

## 沿革
- 明治8年（1875年）10月17日 - 水沢県による村落統合にともない、西永井村と東永井村が合併して永井村となる。
- 明治22年（1889年）4月1日 - 町村制施行にともない、永井村単独で村制施行。
- 昭和30年（1955年）1月1日 - 花泉村・老松村・日形村・油島村・涌津村と合併し、花泉町となる。

## 行政
- 歴代村長

| 代 | 氏名         | 就任                       | 退任                       | 備考 |
| -- | ------------ | -------------------------- | -------------------------- | ---- |
| 1  | 千葉幸太郎   | 明治22年（1889年）5月23日  | 明治24年（1891年）9月7日   |      |
| 2  | 佐藤市平     | 明治28年（1895年）3月28日  | 明治28年（1895年）10月28日 |      |
| 3  | 加瀬谷新作   | 明治28年（1895年）12月20日 | 明治28年（1895年）12月25日 |      |
| 4  | 佐藤作右ェ門 | 明治29年（1896年）8月1日   | 明治31年（1898年）5月25日  |      |
| 5  | 佐藤庄之進   | 明治31年（1898年）7月11日  | 明治35年（1902年）7月10日  |      |
| 6  | 佐藤三郎助   | 明治35年（1902年）7月19日  | 明治35年（1902年）9月23日  |      |
| 7  | 佐藤作右ェ門 | 明治35年（1902年）11月7日  | 明治39年（1906年）11月6日  | 再任 |
| 8  | 加瀬谷賢吉   | 明治39年（1906年）11月8日  | 明治42年（1909年）5月11日  |      |
| 9  | 安部熊之進   | 明治42年（1909年）10月8日  | 大正2年（1913年）10月7日   |      |
| 10 | 佐藤万五郎   | 大正2年（1913年）10月8日   | 大正6年（1917年）1月2日    |      |
| 11 | 千葉幸太郎   | 大正6年（1917年）2月23日   | 大正7年（1918年）10月30日  | 再任 |
| 12 | 加瀬谷左門   | 大正8年（1919年）3月5日    | 大正10年（1921年）3月28日  |      |
| 13 | 佐藤叔平     | 大正10年（1921年）11月29日 | 大正14年（1925年）11月28日 |      |
| 14 | 佐藤熊之進   | 大正14年（1925年）12月19日 | 昭和6年（1931年）5月21日   |      |
| 15 | 佐藤大吉     | 昭和6年（1931年）5月21日   | 昭和7年（1932年）11月3日   |      |
| 16 | 佐藤清之進   | 昭和7年（1932年）11月25日  | 昭和20年（1945年）1月4日   |      |
| 17 | 及川万太郎   | 昭和20年（1945年）1月21日  | 昭和22年（1947年）1月20日  |      |
| 18 | 佐藤寿       | 昭和22年（1947年）4月5日   | 昭和26年（1951年）4月4日   |      |
| 19 | 佐藤信武     | 昭和26年（1951年）4月26日  | 昭和29年（1954年）12月31日 |      |